# Arthur Garguromin-Verona
Arthur Garguromin Verona né le 25 août 1868 à Brăila et mort le 26 mars 1946 à Bucarest, est un peintre roumain.